# Тюфяев, Кирилл Яковлевич
Кирилл Яковлевич Тюфяев (1778—1845) — русский государственный деятель: пермский, минский, тверской и вятский гражданский губернатор, вице-губернатор Кавказской и Пензенской губерний. Действительный статский советник.

## Биография
Родился 10 (21) марта 1778 года. Происходил из среды кантонистов Тобольской губернии.
Службу начал в Тобольске писцом при магистрате, затем был определён на службу при Сенате. Служил секретарём Е. Ф. Канкрина, заведующим экспедицией в канцелярии Аракчеева.
С 1817 по 1819 годы занимал должность Кавказского вице-губернатора. В 1820 году коллежский советник К. Я. Тюфяев был назначен Пензенским вице-губернатором.
В 1823—1831 годах в чине действительного статского советника он занимал должность Пермского гражданского губернатора. В первый же год его губернаторства Пермь посетил император Александр I. Находясь в Перми, он пожаловал Приказу общественого призрения бывший губернаторский дом, предложив Тюфяеву устроить в нём дом призрения старых воинов, городскую больницу, воспитательный дом и отвести помещение для умалишённых. Тюфяев посчитал бывший губернаторский дом недостаточно большим для размещения в нём всех учреждений Приказа общественного призрения и он предложил организовать подписку на строительство специального здания для больницы; 16 мая 1827 года был заложен фундамент больницы и дома умалишенных. Губернатор занимался также устройством больниц в других городах губернии. Кроме того, 3 октября 1828 года был заложен каменный корпус для Пермской духовной семинарии (на месте хозяйственного двора архиерейского дома); 21 апреля 1829 года было открыто училище для детей канцелярских служащих. Он также содействовал строительству пожарной каланчи и гауптвахты. При нём были построены ротонды на бульваре, а также обелиски Сибирской и Казанской застав (возведены в честь приезда императора).
С 16 марта 1831 года был назначен Минским губернатором, но уже 26 апреля 1831 года был отправлен руководить Тверской губерний.
В апреле 1834 года был переведён губернатором в Вятку, 2 июня вступил в управление губернией. Особое внимание обращал на благоустройство Вятки: был открыт городской сад, названный по предложению губернатора Александровским (1835), устроены тротуары, отремонтированы ветхие здания, был учреждён цех трубочистов в городах губернии (1837), принял меры по снижению уровня преступности в губернии. Кроме того, состоялось открытие губернского статистического комитета (1835), первой выставки сельскохозяйственных произведений (1837); была проведена 8-я народная перепись (1834).
В мае 1837 года был отправлен в отставку после посещения Вятки цесаревичем Александром Николаевичем в связи с жалобой, поданной ему вятчанами.
Был награждён орденами Св. Владимира 2-й ст. (22.08.1826) Св. Анны 1-й ст. (24.02.1829)
Умер 22 декабря 1844 (3 января 1845) года в своём имении Александровка Ново-Кишитской волости Казанского уезда Казанской губернии.

## Семья
Жена — Анна Семёновна. В числе их детей были: Павел, Иван, Александр (1802 — 31.07.1857). Род генерал-майора Александра Кирилловича Тюфяева был внесён во 2-ю часть дворянской родословной книги Казанской губернии по определению Казанского дворянского депутатского собрания от 4 декабря 1847 года. У Александра Кирилловича было четверо детей. Старший сын, Василий Александрович (07.01.1829 — после 1882) окончил Строительное училище Главного управления путей сообщения и публичных зданий и служил учителем Казанского Родионовского института благородных девиц; был женат первым браком на известной впоследствии писательнице, Александре Николаевне Сусоколовой (Якоби-Пешковой-Толиверовой); другие его дети: Павел, Александр, Анна.